# Puloharjo
Puloharjo is een bestuurslaag in het regentschap Wonogiri van de provincie Midden-Java, Indonesië. Puloharjo telt 2706 inwoners (volkstelling 2010).